# Ursprungszeugnis
Das Ursprungszeugnis (englisch Certificate of Origin)  – abgekürzt UZ – ist ein Warenbegleitpapier, das im internationalen Güterverkehr Verwendung findet und zur offiziellen Bestätigung der Herkunft einer Ware dient. 
Es ist jedoch kein präferenzielles Ursprungspapier (wie z. B. EUR.1/EUR-Med) und bietet keine Grundlage für eine zollfreie oder ermäßigte Einfuhr in dem Bestimmungsland.

## Ausstellung
Produzenten können das Ursprungszeugnis bei den in ihrem Land zuständigen Institutionen (zumeist die  Handels- bzw. Handwerkskammern) beantragen. Für nahezu alle Empfangsländer gelten dabei spezifische Bestimmungen, so kann z. B. eine zusätzliche Stempelung von Zollbehörden und/oder Botschaften zur Legalisierung des Dokuments verlangt werden. Für Länder, die auf den offiziellen „Embargo“-Listen der UN verzeichnet sind, werden keine Zeugnisse ausgestellt.
Weltweit haben sich mittlerweile einige Internetservices von Handelskammern etabliert, welche die Beantragung und Ausstellung von Ursprungszeugnissen erlauben. Viele dieser Plattformen finden sich auf der Internetpräsenz der Internationalen Handelskammer.

## Arten

### Nichtpräferenzieller Ursprung
Die nichtpräferenziellen Ursprungszeugnisse werden am häufigsten ausgestellt. Diese Zertifikate bescheinigen, dass Güter nicht von einer bevorzugten Behandlung im Sinne eines speziellen bilateralen oder multilateralen Abkommens profitieren. Üblicherweise sind Stellen, die autorisiert sind, Ursprungszeugnisse auszustellen, nur befugt, diese Art Zertifikate zu fertigen. Die Gebühren für die Ausstellung richten sich üblicherweise nach der Art des Gutes.
Neben der offensichtlichen Bedeutung für die Zoll- und Einfuhrbestimmungen von Gütern, werden derlei Ursprungszeugnisse auch von anderen Stellen zur Prüfung der Herkunft herangezogen, wie bei der Zulassung importierter Neuwagen oder beim  Herkunftsnachweis von Lebensmitteln.

### Präferenzieller Ursprung
Das präferenzielle Ursprungszeugnis ist ein Dokument, welches einem bestimmten Gut in einer definierten Lieferung nachweist, Gegenstand eines bilateralen oder multilateralen Freihandelsabkommens zu sein. Das Zertifikat wird von der Zollbehörde benötigt, um die Ware einem Abkommen in speziellen Zollunionen zuzuordnen (EU, ASEAN, North American Free Trade Agreement).

## Bedingungen
Um das Ursprungszeugnis beantragen zu können, muss nachgewiesen werden, dass es sich bei der Ware, für die das UZ beantragt wird, auch um Ursprungsware im Sinne der einschlägigen Rechtsvorschriften (z. B. in der EU Art. 23 & 24 Zollkodex) handelt. 
Der nichtpräferenzielle Ursprung einer Ware entsteht in der EU
- nach Artikel 23 Zollkodex durch die vollständige Gewinnung oder Herstellung (meist zusammengefasst als „vollständige Erzeugung“ bezeichnet) in einem einzigen Land, oder
- nach Artikel 24 Zollkodex durch einen bestimmten Grad an Be- oder Verarbeitungen, wenn an ihrer Herstellung zwei oder mehrere Länder beteiligt waren.

Sind an der Herstellung einer Ware mindestens zwei Länder beteiligt, so gilt nach Artikel 24 die Ware als Ursprungsware des Landes
- in dem sie der letzten wesentlichen und wirtschaftlich gerechtfertigten Be- oder Verarbeitung unterzogen worden ist,
- die in einem dazu eingerichteten Unternehmen vorgenommen worden ist
- und zur Herstellung eines neuen Erzeugnisses geführt hat oder eine bedeutende Herstellungsstufe darstellt.

Derzeit gibt es (bis auf wenige Ausnahmen) noch keine Listenregeln, welche für die Bestimmung des nichtpräferenziellen Ursprungs herangezogen werden können.
Für jeden bestimmten Transport muss dabei ein neues Dokument erstellt werden, es existieren keine erleichterte Verfahren analog der Erstellung von präferenziellen Ursprungsnachweisen.
Die Waren sind, wie in Zollverkehren üblich, auf den Dokumenten/Rechnungen/Packstücken eindeutig identifizierbar zu bezeichnen und müssen für ggf. Kontrollen der ausstellenden/bestätigenden Institutionen zur Verfügung stehen.

## Sonstiges
Das Ursprungszeugnis ist in der Regel nur noch von/für wenige Länder zwingend vorgeschrieben. Hauptsächlich stellt es ein „nicht tarifäres Handelshemmnis“ dar und wird zur Ex-/Importkontrolle der Warenströme genutzt. In einigen arabischen Ländern werden über das UZ z. B. Importe aus Israel kontrolliert bzw. verhindert. 
Besteht für eine Sendung bereits ein präferenzielles Ursprungsdokument ist kein zusätzliches Zeugnis für die Bestätigung des Nationalen Ursprung nötig, da die präferentiellen Listenbedingungen der Außenhandelsverträge schwerer zu erfüllen sind.